# Saint-Amand-de-Belvès
Pour les articles homonymes, voir Saint-Amand.
Saint-Amand-de-Belvès est une ancienne commune française située dans le département de la Dordogne, en région Nouvelle-Aquitaine.
Au 1er janvier 2016, elle fusionne avec Belvès pour former la commune nouvelle de Pays de Belvès.

## Géographie

### Communes limitrophes

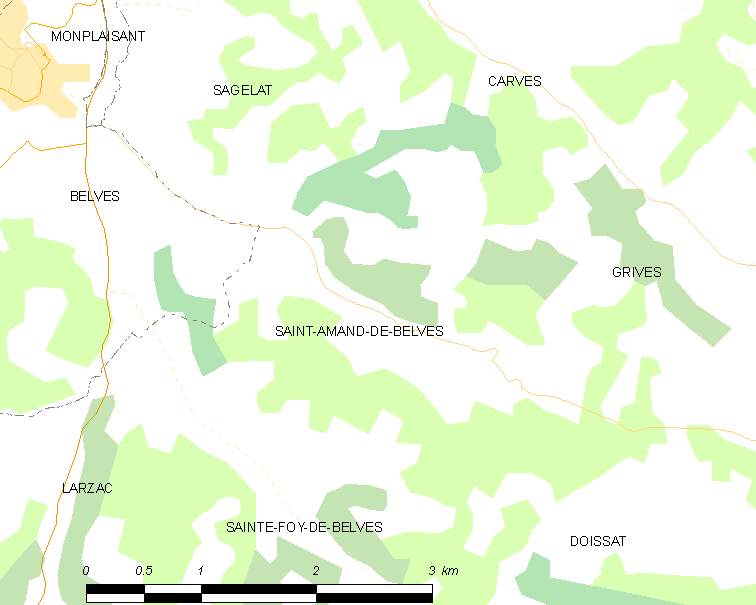
Carte de Saint-Amand-de-Belvès et des communes avoisinantes en 2015, avant la création de la commune nouvelle de Pays de Belvès.

En 2015, année précédant la création de la commune nouvelle de Pays de Belvès, Saint-Amand-de-Belvès était limitrophe de sept autres communes.
| Sagelat |                       | Carves  |
| Belvès  | Saint-Amand-de-Belvès | Grives  |
| Larzac  | Sainte-Foy-de-Belvès  | Doissat |

## Urbanisme

### Villages, hameaux et lieux-dits
Il n'existe pas de bourg à Saint-Amand-de-Belvès ; le territoire se compose uniquement de villages, de hameaux, ainsi que de lieux-dits :
- les Agraffeilhs
- Cagnolle
- Cantelauzel
- le Carlou
- le Chambaud
- Fontenelles
- le Foussal
- la Galibourdie
- la Glauderie
- la Granjoune
- Gratecap
- Laborie
- Lafage
- Lafournerie
- Langlade
- Laroque
- Maisonneuve
- Mamarel
- Menaud
- Mespoul
- le Mondinet
- Mont Saint-Jean
- la Mothe
- Mouret
- les Nauves
- Petit Mayne
- Petitarie
- Peyrou
- Plaisance
- Redon
- la Rosière
- sous Mespoul
- le Terme de Lafage
- les Tuillères
- Viavelle.

## Toponymie
En occitan, la commune porte le nom de Sench Amand de Belvés.

## Histoire
Au 1er janvier 2016, Saint-Amand-de-Belvès fusionne avec Belvès pour former la commune nouvelle de Pays de Belvès dont la création a été entérinée par l'arrêté du 21 décembre 2015, entraînant la transformation des deux anciennes communes en communes déléguées.

## Politique et administration

### Rattachements administratifs
Dès 1790, la commune a été rattachée au canton de Belvès qui dépendait du district de Belvès jusqu'en 1795, date de suppression des districts. Le canton de Belvès est ensuite rattaché en 1800 à l'arrondissement de Sarlat (devenu l'arrondissement de Sarlat-la-Canéda en 1965).

### Intercommunalité
Fin 2000, Saint-Amand-de-Belvès intègre dès sa création la communauté de communes Entre Nauze et Bessède. Celle-ci est dissoute au 31 décembre 2013 et remplacée au 1er janvier 2014 par la communauté de communes Vallée de la Dordogne et Forêt Bessède.

### Administration municipale
La population de la commune étant comprise entre 100 et 499 habitants au recensement de 2011, onze conseillers municipaux ont été élus en 2014,. Ceux-ci sont membres d'office du  conseil municipal de la commune nouvelle de Pays de Belvès, jusqu'au renouvellement des conseils municipaux français de 2020.

### Liste des maires
| Période                                  | Période       | Identité            | Étiquette  | Qualité                                                                             |
| ---------------------------------------- | ------------- | ------------------- | ---------- | ----------------------------------------------------------------------------------- |
| Les données manquantes sont à compléter. |               |                     |            |                                                                                     |
|                                          |               |                     |            |                                                                                     |
| mars 2001                                | 2003          | Alain Collier       |            |                                                                                     |
| avril 2003 (réélue en mars 2014)         | décembre 2015 | Brigitte Pistolozzi | SE puis PS | Éducatrice Conseillère départementale du canton de la Vallée Dordogne (depuis 2015) |

| Période      | Période  | Identité            | Étiquette | Qualité                                                                             |
| ------------ | -------- | ------------------- | --------- | ----------------------------------------------------------------------------------- |
| janvier 2016 | mai 2020 | Brigitte Pistolozzi | PS        | Éducatrice Conseillère départementale du canton de la Vallée Dordogne (depuis 2015) |
| mai 2020     | En cours | Jean-Jacques Petit  |           |                                                                                     |

## Démographie
En 2015, dernière année en tant que commune indépendante, Saint-Amand-de-Belvès comptait 115 habitants. À partir du XXIe siècle, les recensements des communes de moins de 10 000 habitants ont lieu tous les cinq ans (2006, 2011 pour Saint-Amand-de-Belvès). Depuis 2006, les autres dates correspondent à des estimations légales. 
Au 1er janvier 2022, la commune déléguée de Saint-Amand-de-Belvès compte 106 habitants.
| 1793 | 1800 | 1806 | 1821 | 1831 | 1836 | 1841 | 1846 | 1851 |
| ---- | ---- | ---- | ---- | ---- | ---- | ---- | ---- | ---- |
| 310  | 310  | 358  | 312  | 330  | 324  | 369  | 330  | 356  |

| 1856 | 1861 | 1866 | 1872 | 1876 | 1881 | 1886 | 1891 | 1896 |
| ---- | ---- | ---- | ---- | ---- | ---- | ---- | ---- | ---- |
| 328  | 313  | 302  | 315  | 303  | 292  | 260  | 263  | 232  |

| 1901 | 1906 | 1911 | 1921 | 1926 | 1931 | 1936 | 1946 | 1954 |
| ---- | ---- | ---- | ---- | ---- | ---- | ---- | ---- | ---- |
| 218  | 219  | 219  | 186  | 158  | 169  | 177  | 183  | 149  |

| 1962 | 1968 | 1975 | 1982 | 1990 | 1999 | 2006 | 2011 | 2015 |
| ---- | ---- | ---- | ---- | ---- | ---- | ---- | ---- | ---- |
| 139  | 123  | 104  | 86   | 104  | 100  | 92   | 107  | 115  |

## Économie
Les données économiques de Saint-Amand-de-Belvès sont incluses dans celles de la commune nouvelle de Pays de Belvès.

## Culture locale et patrimoine

### Lieux et monuments
- Église Saint-Amand[14].
- Repaire noble (ou manoir, ou gentilhommière) de La Mothe, XVIIIe siècle, dans le bourg de Saint-Amand[15].

### Patrimoine naturel
Les coteaux calcaires qui bordent à l'est la Beuze ainsi que ceux qui bordent au nord trois ruisseaux affluents ou sous-affluents de la Nauze font partie d'une zone naturelle d'intérêt écologique, faunistique et floristique (ZNIEFF) de type I,.

### Personnalités liées à la commune
- Pierre Lacam (1836-1902), pâtissier et auteur culinaire, est né à Saint-Amand-de-Belvès[18]